# Septum nasal
Pour les articles homonymes, voir Septum et nasal.
Le septum nasal (ou cloison des fosses nasales) est la cloison médiane séparant les cavités nasales droite et gauche.

## Description
Le septum nasal est une paroi médiale verticale composée d'une partie osseuse et d'une partie cartilagineuse.
Il est recouvert par la muqueuse de la cavité nasale. La muqueuse est olfactive dans sa partie supérieure. Dans sa partie antérieure et inférieure, se trouve l'orifice de l'organe voméronasal et la zone de Kiesselbach.
L'extrémité antérieure cutanéo-cartilagineuse de la cloison nasale est appelée columelle nasale. Il est normalement épais d'environ 2 mm.

### Partie osseuse
La partie osseuse est la partie postérieure du septum nasal. Elle est constituée en haut par la lame perpendiculaire de l'os ethmoïde et en bas par le vomer.

### Partie cartilagineuse
La partie cartilagineuse est la partie antérieure du septum nasal et est constituée sur toute sa hauteur par le cartilage septal du nez.

## Embryologie
Le septum du nez est issu d'une plaque de cartilage.
La partie postérieur-supérieure de ce cartilage s'ossifie pour former la lame perpendiculaire de l'os ethmoïde. Sa partie antéro-inférieure persiste sous la forme du cartilage septal du nez.
Deux centres d'ossification apparaissent vers la huitième semaine de la vie fœtale dans la partie postéro-inférieure et de part et d'autre de la membrane et formant deux lames osseuses.Vers le troisième mois, ces deux lames s'unissent en créant une rainure profonde dans laquelle le cartilage est logé.
Au fur et à mesure de la croissance, l'union des lames osseuses s'étend vers le haut et vers l'avant avec disparition du cartilage intercalaire pour former le vomer..
Au début de la puberté, les lames sont presque complètement unies pour former une plaque médiane, mais des traces de l'origine bilaminaire de l'os sont visibles au niveau des ailes du vomer.
À partir de 7 ans la cloison dévie fréquemment sur la droite sans que ce soit pathologique.

## Aspect clinique
Il peut exister une déviation de la cloison nasale soit lors de sa croissance, soit traumatique. Une déviation trop prononcée peut nuire à la fonction respiratoire.
Pour des raisons fonctionnelles ou esthétiques, il est possible de pratiquer une septoplastie, intervention chirurgicale consistant à redresser le septum nasal.
La cloison nasale peut être perforée par un ulcère, un traumatisme, une exposition à long terme aux fumées de soudage  ou à la consommation de cocaïne. Un bouton en silicone peut être inséré dans le trou pour fermer la perforation.
La cloison nasale peut être affectée à la fois par des tumeurs bénignes telles que les fibromes et les hémangiomes et par des tumeurs malignes telles que le carcinome épidermoïde.